# Chapelle Saint-Martin de Gémenos
La chapelle Saint-Martin est une chapelle située à Gémenos, dans les Bouches-du-Rhône en France.
Cette chapelle ne doit pas être confondue avec l'actuelle église Saint-Martin, construite à la fin du XVIIIe siècle dans le centre du village, sur l'emplacement de l'ancienne église Saint-Sébastien.

## Historique
Le premier témoignage de l'existence de la Chapelle Saint-Martin remonte à 1080. D'après son style roman, celle-ci a probablement été construite au IXe siècle ou au Xe siècle.
Au mois d'avril 1205, l'évêque Reinier et le chapitre de la Major de Marseille donnent à une future abbesse de Saint-Pons, nommée, Garcende, la maison de Saint-Pons, cette église paroissiale de Saint-Martin, l'église de Saint-Jean-de-Garguier et la chapelle de Saint-Clair avec toutes leurs dépendances.  
Au XIIIe siècle, la commune de Gémenos va connaître un développement spirituel important, au cours duquel la chapelle actuelle sera construite sur les restes de la première.
En 1310, un prêtre nommé Jean Lombard (ou Lombardi), natif de Ceyreste, devient recteur de la paroisse de Saint-Martin, à la suite de la mort du recteur Bertrand Hugues. À la mort de Jean Lombard, Guillaume Gasqui deviendra recteur à son tour.
La chapelle fait l’objet d’une inscription au titre des monuments historiques depuis le 2 novembre 1926.
En 1995, la chapelle a été restaurée par l'Association "Les Amis de Saint-Martin".